# Władłen Jurczenko
Władłen Jurijowycz Jurczenko, ukr. Владлен Юрійович Юрченко (ur. 22 stycznia 1994 w Mikołajowie) – ukraiński piłkarz, grający na pozycji pomocnika.

## Kariera piłkarska

### Kariera klubowa
Wychowanek klubów Szkoły Sportowej w Mikołajowie i Szachtar Donieck, barwy których bronił w juniorskich mistrzostwach Ukrainy (DJuFL). 17 kwietnia 2014 rozpoczął karierę piłkarską w drużynie młodzieżowej Szachtara Donieck. W styczniu 2011 został wypożyczony do Illicziwca Mariupol, w którym 4 marca 2011 debiutował w Premier-lidze. 27 czerwca 2014 przeszedł do niemieckiego Bayer 04 Leverkusen. 7 grudnia 2016 strzelił swego pierwszego gola w Lidze Mistrzów. 27 września 2018 został piłkarzem Vejle BK. 22 maja 2019 opuścił Vejle. 17 lipca 2019 podpisał kontrakt z Zorią Ługańsk.

### Kariera reprezentacyjna
Występował w juniorskich reprezentacjach Ukrainy U-17 i U-19. Od 2014 do 2016 grał w młodzieżówce.